# Mahakala
Mahakala (iz sanskrta, nazvana po jednom od 8 zaštitničkih božanstava u tibetanskom budizmu) je rod primitivnih dromeosaurida iz Formacije Djadokhta (Mongolija), prije oko 80 milijuna godina. Do sada je pronađen samo nepotpun skelet. Mahakala je bila maleni dromeosaurid (duga oko 70 cm), a njezin skelet pokazuje osobine koje se također mogu naći kod ranih trudontida i ptica. Unatoč svom izgledu, ona spada u najprimitivnije dromeosauride. Njezina malena veličina, kao i kod ostalih primitivnih pripadnika Deinonychosauria, ukazuje na to da se sićušnost pojavila prije pojave leta kod ptica.

## Opis
Mahakala se bazira na IGM 100/1033, nepotpunom skeletu kod kojeg je očuvano nekoliko kostiju lubanje, kralježaka, kostiju udova i dijelova zdjelice i kostiju ramena. Iako je ovaj primjerak bio malen, po veličini sličan Archaeopteryxu, Caudipteryxu i Meiju, bio je blizu odraslom dobu. Ovaj rod se od ostalih srodnika ptica može razlikovati po detaljima lakatne kosti, bedrene kosti, iliuma i repnih kralježaka. Kao i Archaeopteryx i napredniji dromeosauridi, ali za razliku od primitivnih trudontida i ostalih dromeosaurida, srednja (treća) kost donožja nije bila stisnuta, što znači da je ta osobina bila primitivna. Imala je tipičan drugi nožni prst dromeosaurida, s velikom pandžom. Mahakala je također imala vrlo kratke prednje udove u odnosu na ostale dromeosauride.

## Klasifikacija
Filogenetička analiza koju su proveli Turner i kolege (koji su i opisali primjerak) pokazala je da je Mahakala bila najprimitivniji dromeosaurid. Njihovi rezultati, zajedno sa sićušnošću ostalih primitivnih dromeosaurida, ukazuju na to da malena veličina nije bila osobina samo kod ranih ptica, već uobičajena osobina kod njihovih srodnika; sićušnost se razvila prije leta i nije bila posebna autapomorfija ptica. Kao i ptice, trudontidi i dromeosauridi nisu kroz svoj evolutivni razvoj zadržali sićušnost i imali su nekoliko odvojenih povećanja u veličini kod različitih vrsta. Mahakala također pokazuje kombinaciju osobina primitivnih trudontida i ptica, a i nedostaju joj neke koje su prisutne kod naprednijih vrsta.

## Ponašanje
Stanište u Formaciji Djadokhta je bilo polusuho, s pješčanim dinama i aluvijalnim zemljištem. Kroz polusuhi stepski krajolik tekli su potoci, ponekada su se događale pješčane oluje, a postojale su suha i vlažna sezona. Životinje koje su tu živjele bile su kornjače, krokodili, gušteri i veliki broj dinosaura; vodene životinje poput riba nisu tu postojale. Veći dio faune bio je male do srednje veličine. Maleni pripadnici Coelurosauria bili su najraznolikiji dinosauri, uključujući i dromeosaurida Velociraptora, trudontide Byronosaurusa i Saurornithoidesa, oviraptoride Citipatija, Khaana i Oviraptora, kao i alvarezsaure Mononykusa i Shuvuuiau; ostali dinosauri koji su tu živjeli bili su Protoceratops i ankilosaurid Pinacosaurus. Kao i ostali dromeosauridi, Mahakala je bila malena aktivna grabežljivica.

## Vanjske poveznice
- HTML verzija "Primitivni dromeosaurid i evolucija veličine prije ptičjeg leta"